# シャークネード カテゴリー2
『シャークネード カテゴリー2』（Sharknado 2: The Second One）は、2014年のアメリカ合衆国のテレビ映画。
テレビ東京『午後のロードショー』では『シャークネード サメ台風2号』の邦題で放送された。

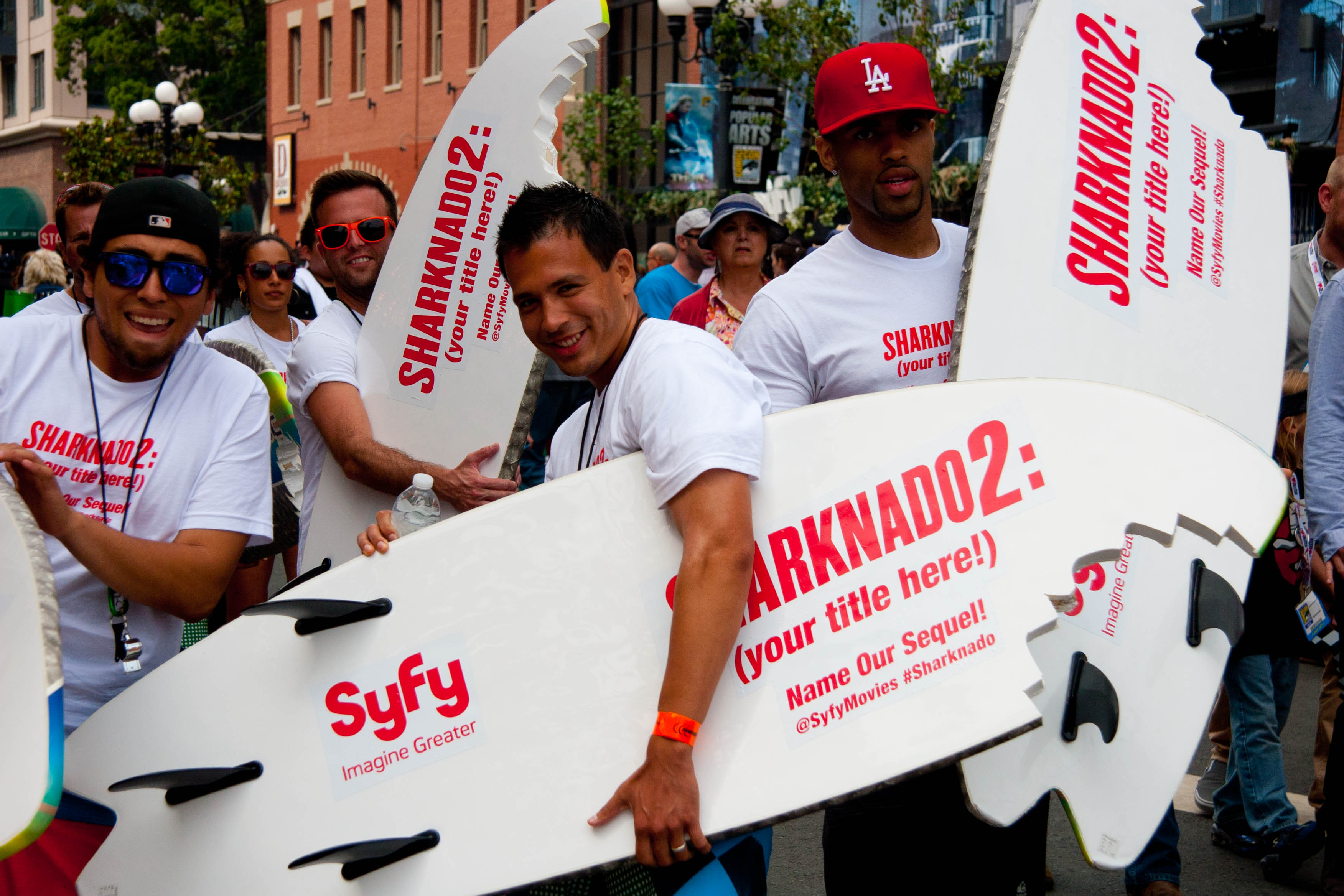
シャークネード2の宣伝マン。2013年コミコンにて。

## あらすじ
前回の一件で家族とよりを戻したフィン。家族とともに飛行機で故郷のニューヨークへ帰路の中、竜巻が再びサメを巻き上げ、フィンたちの搭乗している飛行機に襲いかかった。
サメの激突によりパイロットが不在かつ半壊した飛行機の胴体着陸を成功させ、どうにかニューヨークにたどり着いたフィンであったが、寒波に加えてかつて大惨事を起こした「サメを伴った大竜巻」がニューヨークに迫りつつあった。
ロサンゼルスで経験した竜巻対処法に挑むべく、フィン一家とシャークネードとの死闘が再び巻き起こる。

## キャスト
フィン・シェパード
演 - アイアン・ジーリング、日本語吹替 - 堀内賢雄
前作でロサンゼルスをシャークネードから救った英雄。エイプリルが出版した本の影響で本作では有名人になっている。妹家族と久しぶりに会うために故郷であるニューヨークへエイプリルと共に向かうが、そこでまたしてもシャークネードと戦う破目になってしまう。チェーンソーさばきは本作でも健在である。
エイプリル・ウェクスラー
演 - タラ・リード、日本語吹替 - 堀越知恵
フィンの元妻。前作でシャークネードに襲われた経験をもとに本を出版したことで、本作ではフィンと共に有名人になっており、フィンともよりが戻りつつある。ニューヨークへ向かうために搭乗した飛行機がシャークネードに襲われ、サメに左腕を食いちぎられてしまう。
スカイ
演 - ヴィヴィカ・A・フォックス、日本語吹替 - ちふゆ
フィンの高校時代の同級生であり元恋人。今でもフィンに思いを寄せている。
マーティン・ブロディ
演 - マーク・マクグラス、日本語吹替 - 江藤博樹
フィンの義理の弟。フィンとは幼い頃からの親友だったが、エレンとの結婚に反対されたことがきっかけで不仲になってしまっている。
エレン・ブロディ
演 - カリ・ウーラー、日本語吹替 - 仲村かおり
フィンの妹で、マーティンの妻。
モーラ・ブロディ
演 - コートニー・バクスター、日本語吹替 - 平井祥恵
マーティンとエレンの娘。
ヴォーン・ブロディ
演 - ダンテ・パルミンテリ、日本語吹替 - 平井貴大
マーティンとエレンの息子。
ベン
演 - ジャド・ハーシュ、日本語吹替 - 堀越富三郎
ニューヨークのタクシー運転手。
ステファニー・エイブラムス
演 - 本人
お天気キャスター。
消防署長
演 - カート・アングル
クイント医師
演 - ビリー・レイ・サイラス
ポリー
演 - サンドラ・"ペパ"・デントン、日本語吹替 - 押川チカ
エレンの友人。
ドイル巡査
演 - アンディ・ディック
サブウェイのジャレド
演 - ジャレド・フォーグル
ブライアン
演 - ジュダ・フリードランダー
フィンの友人。「ニューヨーク・メッツ」の熱狂的なファン。
ボブ・ウィルソン機長
演 - ロバート・ヘイズ
フィンとエイプリルが乗った飛行機の機長。
地下鉄を待つ短気な男
演 - ペレス・ヒルトン
ハーランド・"ザ・ブラスター"・マクギネス
演 - リチャード・カインド
「ニューヨーク・メッツ」の元選手であり元監督。実在の人物のように語られるが、架空の人物。
ニューヨーク市長
演 - ロバート・マーティン・クライン
フィンにシャークネードの撃退を依頼する。
マット・ラウアー
演 - 本人
『Today』の司会者。
ヴィニー
演 - ビズ・マーキー
フィンと顔なじみのピザ屋の店主。
ラファエル・ミランダ
演 - 本人
お天気キャスター。
フライトアテンダント
演 - ケリー・オズボーン
ケリー・リパ
演 - 本人
『Live with Kelly & Michael』の司会者。番組にエイプリルがゲスト出演する予定だった。
アル・ローカー
演 - 本人
『Today』のお天気キャスター。
クリッシー
演 - ティファニー・シェピス
エレンの友人。
マイケル・ストレイハン
演 - 本人
『Live with Kelly & Michael』の司会者。

## 公開
日本ではニコニコ生放送で配信される形で初公開を果たした。DVDには配信された際のコメントがつけられた「ニコ生バージョン」も収録された。